# Frequenza (esercizio coi pesi)
La frequenza è uno dei principali parametri applicati nell'allenamento con i pesi. Questo concetto può essere espresso anche come intertraining session rest period, il quale si riferisce al tempo trascorso tra gli allenamenti.

## Definizione
Nell'ambito del bodybuilding e del fitness, il significato semplificato del parametro frequenza indica la cadenza con cui vengono svolti gli allenamenti (frequenza globale), oppure delle singole sessioni di allenamento o dei singoli gruppi muscolari (frequenza specifica), entro un lasso di tempo solitamente riconoscibile in una settimana. Nel suo significato più specifico, alcuni autori riconoscono nella frequenza il numero di sedute di allenamento (o unità di allenamento) necessarie per completare 2 microcicli di allenamento.
- Il microciclo è rappresentato dal numero di sedute necessarie per ripetere una volta l'intera stimolazione di tutto il corpo. Esso è quindi formato dall'insieme di diverse sedute (o l'insieme delle Split routine) previste in un programma di allenamento necessarie a completare lo stimolo globale. Di solito è definito come un periodo della durata di in una settimana[4], ma in realtà l'organizzazione e distribuzione delle diverse sedute che compongono un microciclo può essere compresa anche tra 2 e 10 o più giorni. Per lo stesso motivo, si tende a semplificare anche il concetto di frequenza riconducendolo alla settimana, nonostante la durata dei microcicli non sia appunto sempre riconducibile a questo specifico periodo di tempo[3].

Per poter organizzare la distribuzione degli allenamenti all'interno di un periodo di tempo, alcuni autori hanno introdotto le ulteriori definizioni di modulo di allenamento e codice allenante.
- Il modulo di allenamento è l'insieme dei diversi microcicli che si ripetono all'interno di un mesociclo. Anche se può essere riconosciuto in maniera molto simile al microciclo, poiché in gran parte dei casi questi due parametri potrebbero coincidere, in realtà il microciclo racchiude l'insieme delle sedute (Split routine) che completano lo stimolo di tutto il corpo per una volta, mentre il modulo di allenamento racchiude l'insieme di microcicli diversi, ognuno dei quali stimola tutto il corpo in diverse sessioni ma con modalità e parametri diversi[3].
- Il codice allenante è formato da una sequenza di numeri che indicano i giorni di allenamento e i giorni di riposo che si susseguono all'interno di un modulo di allenamento. Tale parametro viene identificato con un codice a 4 cifre. Le cifre in posizione dispari si riferiscono ai giorni di allenamento, mentre quelle in posizione pari ai giorni di riposo. Ad esempio un codice "2-1/2-2" indica 2 giorni consecutivi di allenamento, 1 giorno di riposo, 2 di allenamento e 2 di riposo[3].

Dal modulo di allenamento e dal codice allenante si ricava la frequenza di allenamento, che è data dal rapporto tra il numero di sedute effettuate in un modulo di allenamento e il numero di giorni necessari a completarlo.

### Esempi
Esempio 1:

Stimolazione del corpo suddivisa in 2 allenamenti 4 volte a settimana: 
Allenamento A:
- Pettorali
- Dorsali
- Polpacci
- Femorali

Allenamento B:
- Spalle
- Bicipiti
- Tricipiti
- Quadricipiti

Su 7 giorni settimanali, gli allenamenti A e B vengono ripetuti per 2 volte, rispettivamente lunedì e giovedì, e martedì e venerdì.
- Frequenza: 4 allenamenti su 7 giorni, cioè sono necessari 4 giorni di allenamenti su 7 prima che il microciclo venga ripetuto.
- Codice allenante: 2-1/2-2, cioè 2 giorni allenamento e 1 riposo, 2 giorni di allenamento e 2 riposo, prima di iniziare nuovamente il microciclo.
- Microciclo: in questo caso il microciclo (A, B) viene completato per 2 volte in 7 giorni.

Esempio 2:

Stimolazione del corpo suddivisa in 3 allenamenti 3 volte a settimana: 
Allenamento A:
- Pettorali
- Deltoidi
- Tricipiti

Allenamento B:
- Cosce
- Polpacci
- Addominali

Allenamento C:
- Dorsali
- Bicipiti
- Lombari

Su 7 giorni settimanali, gli allenamenti A, B, C vengono ripetuti per 1 volta, rispettivamente lunedì, mercoledì, e venerdì.
- Frequenza: 3 allenamenti su 7 giorni, cioè sono necessari 3 giorni di allenamenti su 7 prima che il microciclo venga ripetuto.
- Codice allenante: 1-1/1-1/1-2, cioè 1 giorno allenamento e 1 riposo, 1 giorno di allenamento e 1 riposo, 1 giorno di allenamento e 2 riposo, prima di iniziare nuovamente il microciclo.
- Microciclo: in questo caso il microciclo (A, B, C) viene completato per 1 volta in 7 giorni.

## La ricerca e indicazioni generali
La frequenza di allenamento è una componente fondamentale per ottenere effetti acuti e permanenti sullo sviluppo degli adattamenti muscolari. Il miglioramento delle capacità e prestazioni muscolari può avvenire anche svolgendo un allenamento a settimana, soprattutto per i soggetti con una massa muscolare al di sotto della media. Recenti ricerche tuttavia suggeriscono che la frequenza ottimale per un allenamento coi pesi atto al miglioramento della condizione fisica per soggetti non allenati sia di 3 giorni a settimana. A conferma di questa considerazione, McLester et al. (2000) valutarono gli effetti di 1 giorno rispetto a 3 giorni di allenamento coi pesi a settimana su atleti mantenendo il volume di allenamento costante tra i trattamenti. I maggiori aumenti di massa magra erano stati rilevati nel gruppo che si allenava con maggiore frequenza, portando i ricercatori a concludere che una maggiore frequenza di allenamento coi pesi, anche quando il volume viene mantenuto costante, produce guadagni superiori della forza. Tuttavia, l'allenamento di un solo giorno alla settimana è risultato un metodo efficace per aumentare la forza, anche nei soggetti più esperti. Ad ogni modo, da una prospettiva dose-risposta, mantenendo un volume totale costante, una frequenza di allenamento di 3 volte settimana ha prodotto risultati superiori.
Non sono mancate le controversie nel mondo scientifico riguardo alla frequenza ideale. Una serie di ricerche esaminate da review di Carpinelli et al. (2004) e di Smith e Bruce-Low (2004), suggeriscono che ci sia poca differenza tra allenamenti di 1, 2, 3 giorni a settimana sia per persone allenate che non allenate. Una meta-analisi su 140 studi condotta da Rhea et al. (2003) ha invece concluso che per i soggetti non allenati, il massimo guadagno di forza venga ottenuto allenando ogni gruppo muscolare per 3 volte a settimana, mentre per i soggetti allenati questo si ottenga allenandoli per 2 volte a settimana. Questa frequenza per gli atleti venne confermata l'anno successivo da un'altra meta-analisi condotta dalla stessa équipe per quanto riguarda i guadagni di forza (Peterson et al., 2004).
Per le persone sane, l'American College of Sports Medicine (ACSM) nel 2006 raccomanda di svolgere tra le 2 e le 3 sedute settimanali non consecutive a settimana. Per gli atleti esperti invece vengono raccomandati dai 4 ai 6 allenamenti a settimana e split routine. Per ottimizzare i guadagni della forza e ipertrofia per gli atleti amatori ed esperti, i ricercatori suggeriscono che ogni gruppo muscolare debba essere allenato 2 volte a settimana. La National Strength and Conditioning Association (NSCA) raccomanda una frequenza di 2 o 3 giorni alla settimana per i neofiti. Gli atleti esperti e agonisti che si allenano da 4 a 6 volte a settimana possono meglio allenarsi con le Split routine. Si dovrebbero lasciar correre 48 ore di riposo tra gli allenamenti per permettere ai muscoli coinvolti di recuperare e per prevenire infortuni dovuti al sovrallenamento.
Secondo alcuni professionisti di fama internazionale come Charles Poliquin, la frequenza è tra tutti i parametri di carico dell'allenamento coi pesi quello più soggettivo, e la sua organizzazione, collegata alla capacità individuale di recupero, dipende dalla genetica. Secondo le sue indicazioni, allenare un gruppo muscolare ogni 5 giorni, allenandosi 3 giorni su 5 (in totale circa 18 sessioni al mese), potrebbe essere la frequenza più adatta per la maggior parte delle persone. Alcuni soggetti possono recuperare in minor tempo di altri, e quelli più dotati hanno bisogno di allenarsi di meno per ottenere lo stesso risultato.

## Altri parametri di allenamento
- Intensità
- Volume
- Densità
- Time Under Tension
- Speed of movement
- Tempo di recupero
- One-repetition maximum
- Periodizzazione
- Specificità
- Sovraccarico progressivo